# Osterholz (Syke)
Osterholz ist ein Ortsteil der Stadt Syke (Landkreis Diepholz, Niedersachsen).

## Geografie

### Lage

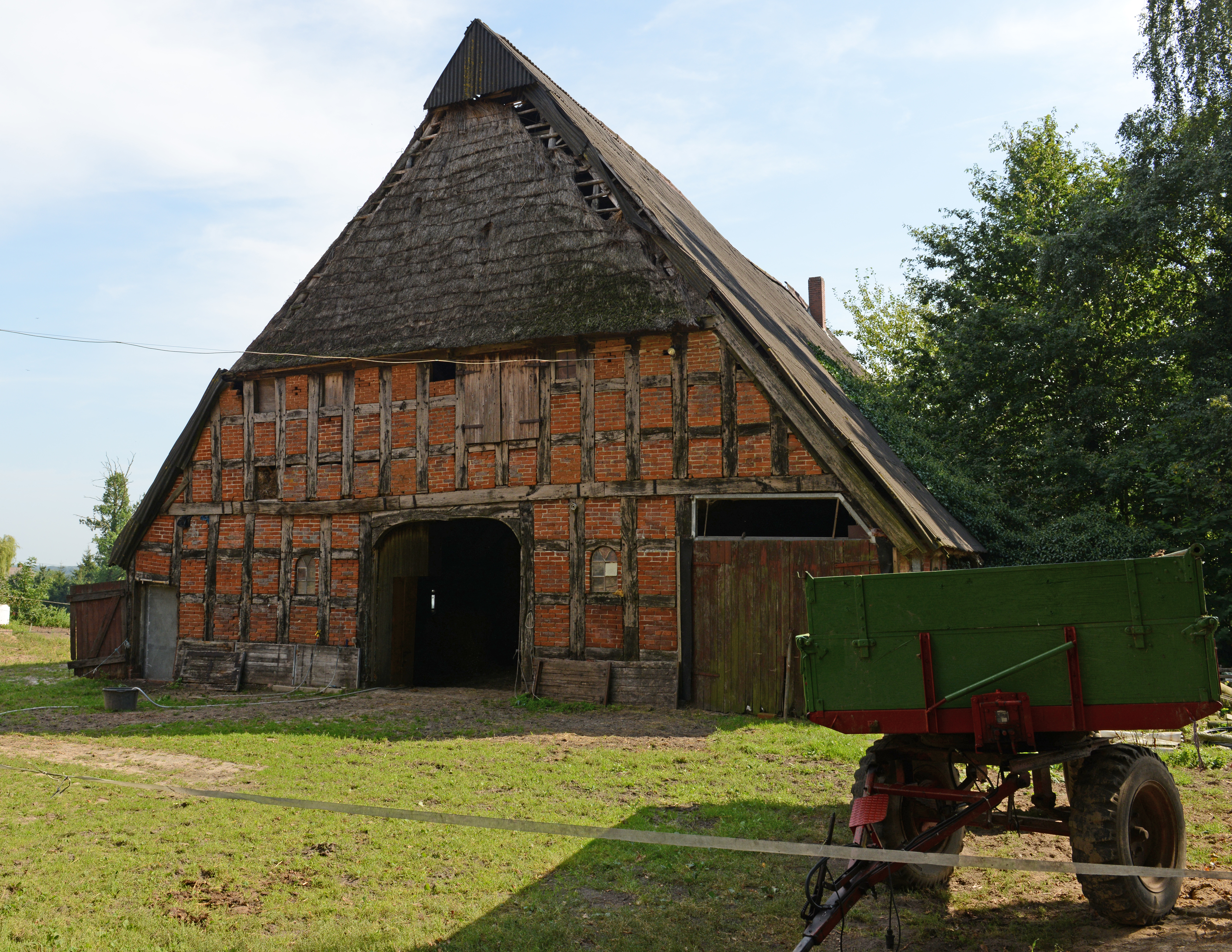
Denkmalgeschütztes Bauernhaus in Osterholz

Zusammen mit den Syker Ortsteilen Syke, Steimke und Schnepke wird ein mittlerer Bereich gebildet in der Stadt Syke gebildet. Zu Osterholz gehören die historischen Ortsteile Pennigbeck und Leuchtenburg.
Osterholz gehört zusammen mit Okel, Ristedt, Gessel, Leerßen und Barrien zum Kirchspiel Barrien.

### Nachbarorte
Nachbarn des im östlichen Bereich von Syke gelegenen Ortes Osterholz sind die Syker Ortsteile Okel, Gödestorf, Schnepke und Syke. Östlich ist es die Syker Nachbargemeinde Samtgemeinde Thedinghausen.

### Fließgewässer
Im östlichen Ortsbereich, zur Samtgemeinde Thedinghausen hin, fließt der Süstedter Bach, der in Süstedt entspringt und östlich von Weyhe-Kirchweyhe in den Kirchweyher See mündet. Zeitweise ist er Grenzfluss zur Samtgemeinde Thedinghausen (Emtinghausen und Riede).

## Geschichte
Der Name Oosterhólt wurde erstmalig um 1250 als Osterholte in der Bremer Weserbrückenliste genannt. Holt bezeichnete dabei einen Wald, der im Osten (Oster) von Syke lag. Die Bauernschaft gehörte ab 1370 zur Vogtei Syke und ab 1530 zum Amt Syke. Der Ort gehört zu Kirchspiel Barrien. 1521 lebten hier 16 Familien und 1760 zwei Vollmeier, sieben Halbmeier, sechs Kötner, fünf Brinksitzer und acht Häusler. 1821 wohnen im Dorf 300 Einwohner. Das Vorwercke Pennigbeck war ein kleines landesherrliches Gut mit Schäferei und Ölmühle, dass 1782 den Nachkommen des letzten Pächters auf Erbenzinsbasis überlassen wurde und heute in Eigentum der Nachfahren ist.
Spätestens seit 1735 gab es in Osterholz eine Kirchschule, die als Volksschule 1966 geschlossen wurde. Danach wurden die Grundschulkinder in Gödesdorf sowie die Älteren an der Mittelpunktschule in Syke unterrichtet.

Die 1890 gegründete Ziegeleigenossenschaft Osterholz nutzte eine Lehmgrube nahe Schnepke.
Am 1. März 1974 wurde die Gemeinde Osterholz in die Stadt Syke eingegliedert.
2006 wurde Osterholz in das Niedersächsische Programm zur Förderung der Dorferneuerung aufgenommen.

### Einwohnerentwicklung
- 1950: 579 Einwohner
- 1961: 364 Einwohner[3]
- 1966: 390 Einwohner
- 1970: 358 Einwohner[3]
- 1982: 338 Einwohner
- 2006: 394 Einwohner

## Infrastruktur
Osterholz hat keine eigene Kirche und auch keinen Friedhof.
Das Kriegerdenkmal in der Ortsmitte enthält die Namen der Gefallenen und Vermissten aus dem Ersten und aus dem Zweiten Weltkrieg.

### Verkehr

#### Straße
Osterholz liegt fernab des großen Verkehrs. Die nächste Bundesstraße, die B 6, verläuft 4,5 km entfernt westlich durch Syke und schafft gute Verbindungen zum Norden (nach Bremen, zur A 1 und zur A 27) und zum Süden (nach Hannover, zur A 2).
Zwei gut ausgebaute Hauptstraßen, die Kreisstraßen K 121 und K 123, durchschneiden den Kernort und unterteilen ihn in verschiedene Bereiche.
- die Friedeholzstraße (K 123) verläuft westlich nach Syke
- die Osterholzer Straße (K 121) verläuft nördlich nach Okel und südlich nach Gödestorf

Spätestens 1974 haben alle elf Osterholzer Straßen und einige Wege Namen bekommen. 
Namen der Osterholzer Straßen (in alphabetischer Reihenfolge): Am Kanal, Am Strengen, Auf dem Texas, Bi’n Spritzenhus, Friedeholzstraße, Geestrand, Kurze Heide, Lange Heide, Osterholzer Straße, Pennigbeck, Zum Kolk

#### Schiene
Der ca. 5 km westlich vom Osterholzer Ortskern entfernt gelegene DB-Bahnhof in Syke gehört zur Strecke Bremen-Osnabrück.

### Vereine, Einrichtungen
- Schützenverein Osterholz mit Schießstand
- TSG Osterholz-Gödestorf-Schnepke von 1948 mit Sportplatzanlage und Halle an der Osterholzer Straße
- Landhaus Osterholte, Osterholzer Straße 5

## Sehenswürdigkeiten

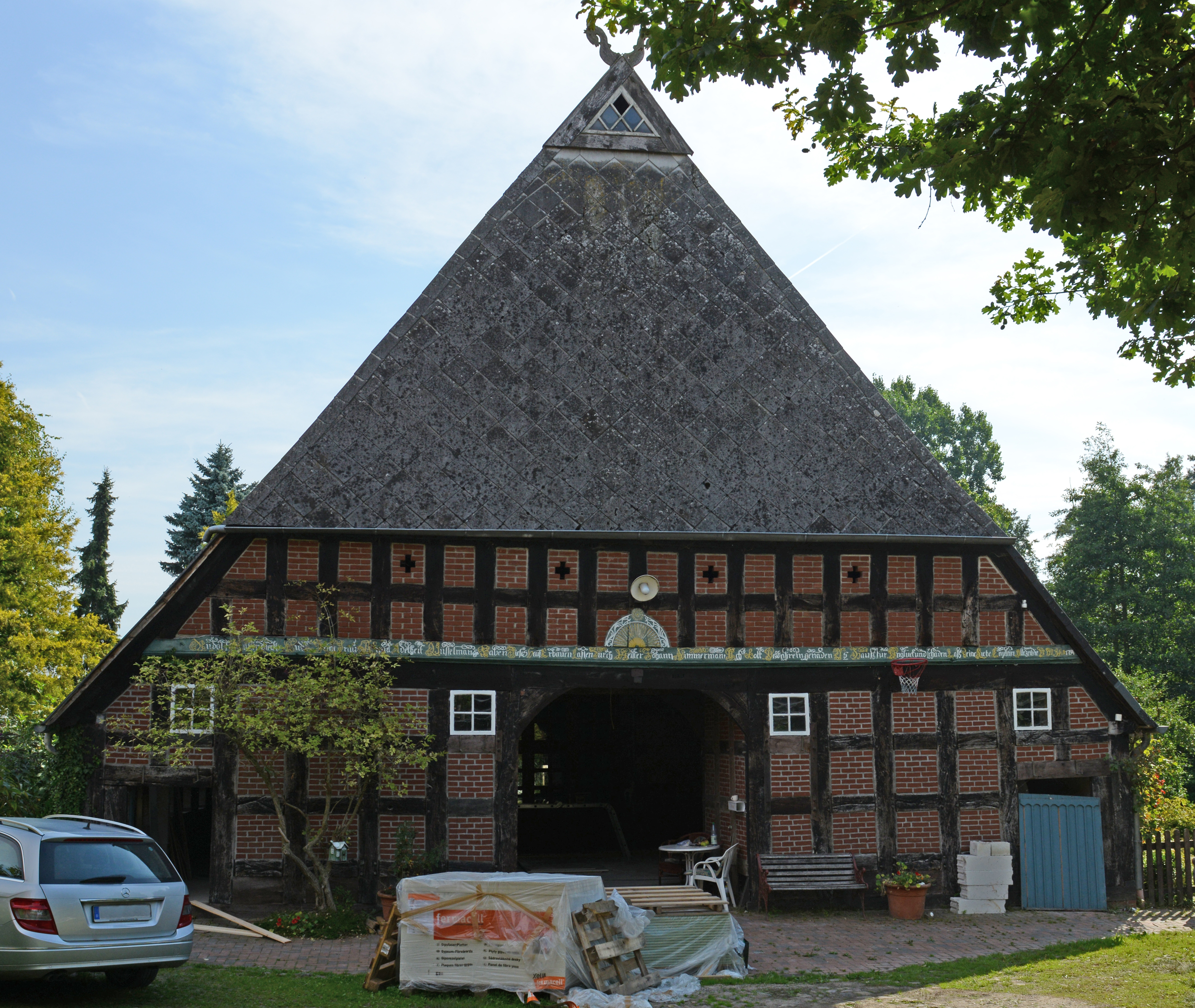
Hofanlage Geestrand 4

- In der Liste der Baudenkmale in Syke sind für Osterholz zehn Baudenkmale aufgeführt.
- Naturschutzgebiet Boltenmoor, zwischen Osterholzer Straße und Süstedter Bach, zwischen den Straßen Geestrand und Am Kanal gelegen
- Das Kriegerdenkmal an der Osterholzer Straße enthält die Namen von 15 Gefallenen und 3 Vermissten aus dem Ersten Weltkrieg und von 14 Gefallenen und 8 Vermissten aus dem Zweiten Weltkrieg, (siehe Kriegerdenkmale in Syke#Osterholz).